# Емсиклопедија
Емсиклопедија — Хип-хоп еманципација и едукација је била српска радио-емисија која се бави реп музиком и хип-хоп културом, а водили су је чланови реп групе Прти Бее Гее — Микри Маус и Еуфрат Курајбер.

## О емисији
Више од десетлећа српски радијски (а и телевизијски) етар није имао ваљану емисију која се бави реп културом у Србији и свету. Зато је Радио Београд 202 одлучио да у ударном термину ангажује два члана групе Прти Бее Гее, „једног од најпопуларнијих, најдуговечнијих и најкредибилнијих домаћих хип-хоп састава.” Њихов покојни колега и члан групе Москри је такође имао својевремено своју емисију на Радију СКЦ, која је била веома популарна, а после његове смрти је ушла у легенду. За ову емисију исечен је један део Москријевог узвика с радија и претворен је у посебан џингл: „Тооо легендо!”
Емисија су означене као лекције и трају 60 минута. Свака епизода има одређену тему по којој аутори емисије бирају песме. Ако је универзална тема (нпр. женски реп, спорт итд.), песме су изређане тако да иде једна српска песма, па једна страна. Пред сами крај емисије Микри Маус чита рубрику Догодило се ове седмице у којој издваја најважнија дешавања у хип-хоп култури која су се десила те седмице. Од свих тих дешавања, бирају се три песме које затварају емисију.
Мирки Маус је у једном интервјуу о емисији рекао:
„Хип-хоп радио емисије у овом граду није било скоро 20 година, а на националној фреквенцији никада. У свету је хип хоп музички феномен који траје преко 40 година и тренутно доминира међу свим музичким правцима. Одговор је јасан већ у старту рекао бих... У Београду и Србији се реп рока од самог старта и наравно да заслужује барем радио емисију која је у прихватљивој и неисквареној културолошкој форми, а не у форми папазјаније која данас доминира мејнстримом. Реакције су позитивне више на сам догађај него на наше вештине радијских водитеља.”
Име емисије алудира на образовну улогу ове емисије о реп свету. Неологизам је састављен од речи ем-си (мајстор церемоније) и енциклопедија.